# Ralph Engelstad Arena
 (août 2024).

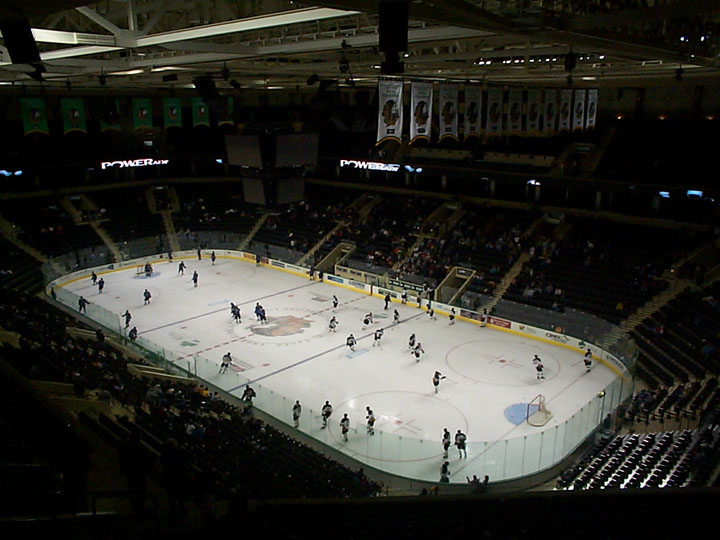
L'a intérieur de l'aréna durant une rencontre de hockey en 2001.

La Ralph Engelstad Arena est une salle omnisports située dans la ville américaine de Grand Forks, dans le Dakota du Nord, sur le campus de l'université du Dakota du Nord. Elle a été inaugurée le 5 octobre 2001. La salle a une capacité de 11643 pour le hockey sur glace, 12119 places pour le basket-ball et 13154 pour les concerts.
Elle est le domicile de l'équipe de hockey sur glace masculine et féminine de l'université du Dakota du Nord, qui évolue en NCAA.